# Palmas (Tocantins)
Palmas – miasto w Brazylii, stolica stanu Tocantins.
Według danych szacunkowych na rok 2009 liczy 271 018 mieszkańców..
W mieście rozwinął się przemysł drzewny, mleczarski oraz mięsny.